# TT273
La tombe thébaine TT 273 est située à Gournet Mourraï, dans la nécropole thébaine, sur la rive ouest du Nil, face à Louxor en Égypte.
C'est la tombe d'un nommé Sayemiotef, scribe dans le domaine de son seigneur. La tombe date de la période ramesside.